# Humaria hemisphaerica
Pézize hémisphérique
Espèce
Humaria hemisphaerica, la Pézize hémisphérique, est une espèce de petits champignons assez rares, en forme de coupe (d'où son nom anglais de  hairy fairy cup ou Glazed Cup et appartenant à la famille des Pyronemataceae, du groupe des discomycètes operculés.
À ne pas confondre avec Trichophaea hemisphaerica qui est plus petit (5 à 10 mm de diamètre) et inféodé aux zones brûlées.

## Répartition et habitats
Hémisphère nord, zone tempérée (à confirmer). C'est une espèce nécrotrophe qui se nourrit des débris forestiers. On la trouve au sol, en groupe ou isolé, tant sur le sol nu, que parmi les mousses (et parfois sur le bois mort).

## Description
- Apothécies sessiles de 1 à 3 cm de diamètre, globuleuses puis devenant cupuliformes.
- Hyménium sur la face interne de la cupule, grisâtre pâle.
- Marge brune densément velue et brun foncé (poils de 0,6 à 1,5 mm de longueur).
- Face externe brune avec des petits bouquets de poils brun foncé (0,4 à 0,6 mm de long).
- Pas de pied mais une assez solide accroche au substrat par de courtes mycorhizes
- Asques I-, octosporés, et paraphyses renflées au sommet.
- Spores 22-25 x 13-15 µm, elliptiques hyalines, verruqueuses et biguttulées.
- Aucune odeur particulière.

## Menaces, statut de conservation
En France, il ne s'agit pas d'une espèce protégée. Il semble assez rare, et peut-être en recul en raison de la raréfaction du bois mort en forêt et en Europe depuis le Moyen Âge à la suite du drainage de nombreuses forêts humides.
Il est parfois « cueilli ». Bien que jugé comestible, il est considéré comme sans intérêt culinaire. Certains mycologues recommandent de ne pas le ramasser en raison de sa rareté.

## Liste des variétés
Selon MycoBank (28 janvier 2023) :
- Humaria hemisphaerica subsp. gregaria (Rehm) P.Karst., 1885
- Humaria hemisphaerica subsp. hemisphaerica

## Systématique
Le nom correct complet (avec auteur) de ce taxon est Humaria hemisphaerica (F.H.Wigg.) Fuckel, 1870.
L'espèce a été initialement classée dans le genre Peziza sous le basionyme Peziza hemisphaerica F.H.Wigg., 1780.
Humaria hemisphaerica a pour synonymes :
- Helvella albida Schaeff., 1774
- Humaria hemisphaerica subsp. hemisphaerica
- Lachnea hemisphaerica (F.H.Wigg.) Quél., 1881
- Mycolachnea hemisphaerica (F.H Wigg.) Maire, 1937
- Peziza hemisphaerica F.H. Wigg., 1780
- Scutellinia hemisphaerica (F.H.Wigg.) Kuntze, 1891
- Sepultaria hemisphaerica (F.H.Wigg.) Lambotte, 1887
- Tricharia hemisphaerica (F.H.Wigg.) Boud., 1911

## Publication originale
- (de) L. Fuckel, Symbolae mycologicae. Beiträge zur Kenntniss der Rheinischen Pilze, Wiesbaden, J. Niedner, 1870, 459 p. (lire en ligne).